# Забоже (Цешинський повіт)
Забоже (пол. Zaborze) — село в Польщі, у гміні Хибе Цешинського повіту Сілезького воєводства.
Населення — 999 осіб (2011).

## Демографія
Демографічна структура станом на 31 березня 2011 року:
|          | Загалом | Допрацездатний вік | Працездатний вік | Постпрацездатний вік |
| -------- | ------- | ------------------ | ---------------- | -------------------- |
| Чоловіки | 499     | 115                | 343              | 41                   |
| Жінки    | 500     | 102                | 301              | 97                   |
| Разом    | 999     | 217                | 644              | 138                  |